# Рок Вали (Ајова)
Рок Вали (енгл. Rock Valley) град је у америчкој савезној држави Ајова. По попису становништва из 2010. у њему је живело 3.354 становника.

## Демографија
Према попису становништва из 2010. у граду је живело 3.354 становника, што је 652 (24,1%) становника више него 2000. године.
| Група             | 2000.         | 2010.         |
| Белци             | 2.649 (98,0%) | 2.902 (86,5%) |
| Афроамериканци    | 3 (0,1%)      | 9 (0,3%)      |
| Азијати           | 9 (0,3%)      | 13 (0,4%)     |
| Хиспаноамериканци | 28 (1,0%)     | 409 (12,2%)   |
| Укупно            | 2.702         | 3.354         |